# Alessandro Anzani

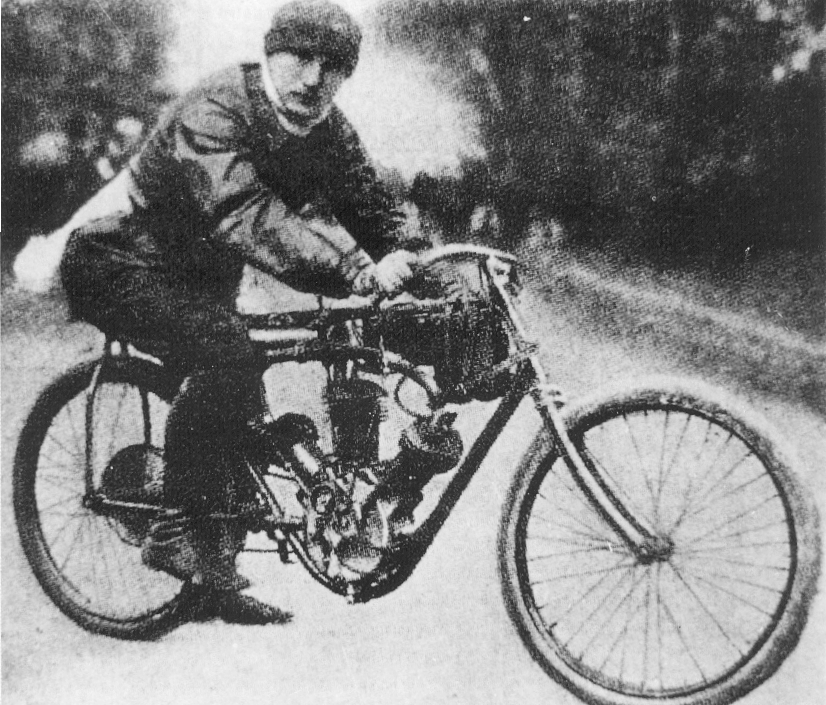
Alessandro Anzani

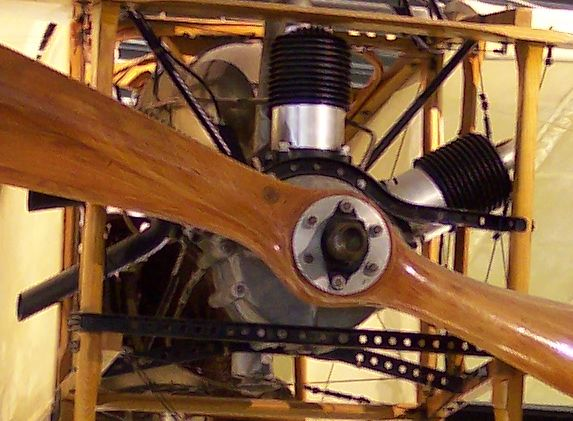
Replika motoru Anzani s válci do W

Alessandro Ambrogio Anzani (5. prosince 1877, Milán – 24. července 1956, Merville-Franceville) byl italský konstruktér, motocyklový a automobilový závodník. V roce 1906 navrhl a vyrobil tříválcový motor s válci do W, který použil o tři roky později Louis Blériot ve svém letounu při přeletu kanálu La Manche.
Anzani se zajímal o techniku, od mládí pracoval v malé dílně svého strýce; byl také nadšeným a dobrým cyklistou. Na závodech v Miláně, kterých se zúčastnil jako divák, se seznámil s francouzským cyklistou Gabrielem Poulainem. Toto setkání vedlo Anzaniho k tomu, že po ukončení studií odešel na Poulainovo pozvání v roce 1900 do Francie, kde si měl vydělat peníze závoděním. Anzani byl nějaký čas Poulainovým hostem v St. Nazaire. Poté působil u výrobce motocyklů – firmy Buchet jako její tovární jezdec. V roce 1906 se osamostatnil a začal motocykly vyrábět sám v Courbevoie. Po úspěšné dohodě s Blériotem jeho firma prosperovala.
Díky úspěchu rotačních motorů se mohl Anzani opět věnovat výrobě motocyklových motorů. Sídlem společnosti bylo Courbevoie, v Miláně založil společnost Fabbrica Motori Anzani, v Anglii pak British Anzani Motor Company. Ve dvacátých letech 20. století se zde také krátce věnoval výrobě závodních automobilů (malé vozy třídy cyclecar).